# Epifenomeno
Epifenomeno (dal greco antico ἐπί "su, in aggiunta a" e ϕαινόμενον "fenomeno") in filosofia è un fenomeno secondario e accessorio che talora accompagna o segue un fenomeno primario senza apparente necessario rapporto con esso. Il concetto di epifenomeno si origina nell'ambito del materialismo psicofisico e degli psicologi sostenitori dell'origine somatica dell'emozione per i quali il sentimento di piacere o dolore di un'emozione è l'effetto di un cambiamento fisiologico.

## Descrizione
In tal senso il termine è stato coniato ed inteso dai positivisti inglesi nell'Ottocento e in particolare dal biologo e pensatore Thomas Henry Huxley. Questi vedeva nella coscienza un tipico epifenomeno, non avente di per sé nessuna reale consistenza ma avente, in certe condizioni, chiara origine nel sistema nervoso dell'uomo ma tale da venire percepito come ad esso non facilmente riconducibile. Nel linguaggio tecnico si parla di fenomeno emergente. Si possono considerare esempi di epifenomeno il fischio di una locomotiva a vapore (Huxley), come pure l'ombra proiettata da un oggetto in movimento o il rumore di un ingranaggio in azione. 
Nella storia della filosofia la contrapposizione di corpo e anima è stata spesso risolta con l'attribuzione di epifenomeno a uno dei due elementi: ad esempio i platonici hanno considerato il corpo come una realtà transitoria, epifenomeno dell'anima mentre il pensiero materialista ha giudicato l'anima come un epifenomeno della corporeità. Una soluzione intermedia, già presente in un certo modo nella concezione aristotelica, ha pensato che nell'uomo convivano due sostanzialità, quella del corpo e quella dell'anima, ma che quest'ultima possiede una certa superiorità rispetto al corpo la quale consiste nell'essere dotata di un essere tale da trasmetterlo al corpo: in termini aristotelici l'anima è 'atto di un corpo naturale che ha la vita in potenza'. Essa fa sì che una materia che ha la vita in potenza diventi effettivamente essere vivente.
Una visione unitaria invece di spirito e materia come quella di Spinoza ha portato a considerare ingannevole l'impressione che i pensieri, i sentimenti o le sensazioni siano causa di effetti fisici. Tuttavia, per quanto concerne la questione dei rapporti tra il corpo e la mente, Spinoza sostiene (2^ definizione dell'Ethica) che "né un corpo può essere limitato da un pensiero né un pensiero da un corpo". Pertanto, in filosofia della mente quello di Spinoza può essere definito un "dualismo non interazionista" mentre, al contrario, una concezione dualistica come quella cartesiana è di tipo "interazionista" (infatti nella sua ultima opera Le passioni dell'anima, cerca di spiegare emozioni, sentimenti e percezioni come prove inequivocabili dell’azione del pensiero sulla realtà corporea e viceversa). Il che lo induceva a pensare che uno dei due termini fosse un epifenomeno: nel caso specifico quello della realtà originato dal cogito.
In particolare nell'ambito della filosofia della mente, l'epifenomenismo è la teoria secondo la quale i fenomeni mentali sono prodotti da processi fisici operati dal cervello: in questo senso i fenomeni mentali sarebbero epifenomeni di quelli fisici del cervello oppure, al contrario, sarebbero i fenomeni mentali a governare gli epifenomeni fisici del cervello. Infine si pensa che entrambi, quelli mentali e quelli fisici siano effetti di una causa comune: ad esempio, non è la sensazione di paura a produrre un aumento del battito cardiaco, ma entrambi sono sintomatici di una comune origine fisiologica, probabilmente in risposta a una legittima minaccia esterna.
In medicina ad esempio l'epifenomeno è un sintomo collaterale che può manifestarsi in seguito ma non necessariamente ai sintomi principali di una malattia.